# Franz Schwechten
Franz Heinrich Schwechten, né à Cologne le 12 août 1841 et décédé le 11 août 1924 à Berlin, est un architecte allemand.

## Œuvres
Il a réalisé :
- la deuxième gare d'Anhalt à Berlin, inaugurée en 1880 ;
- l'académie de guerre de Prusse à Berlin, terminée en 1883 ;
- la Philharmonie de Berlin, en 1888 ;
- l'ancienne église du Souvenir (Kaiser-Wilhelm-Gedächtniskirche) à Berlin, inaugurée en 1895 ;
- la tour de Grunewald à Mayence, inaugurée en 1899 ;
- le pont ferroviaire Kaiserbrücke à Mayence, inauguré en 1904
- l'Église du Rédempteur de Bad Homburg vor der Höhe, terminée en 1908
- l'ancien pont Hohenzollern à Cologne, ouvert en 1911.

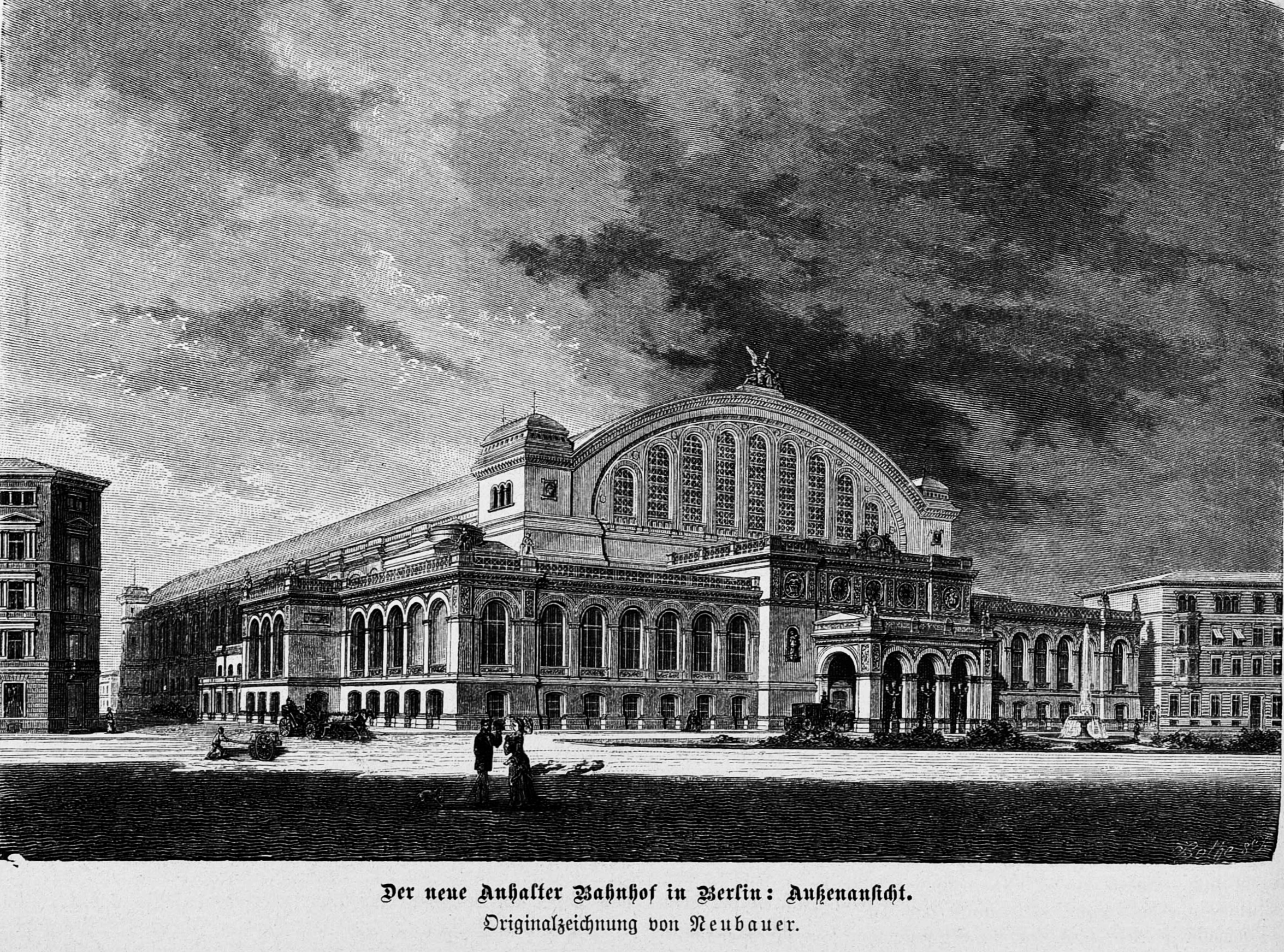
Gare d'Anhalt à Berlin
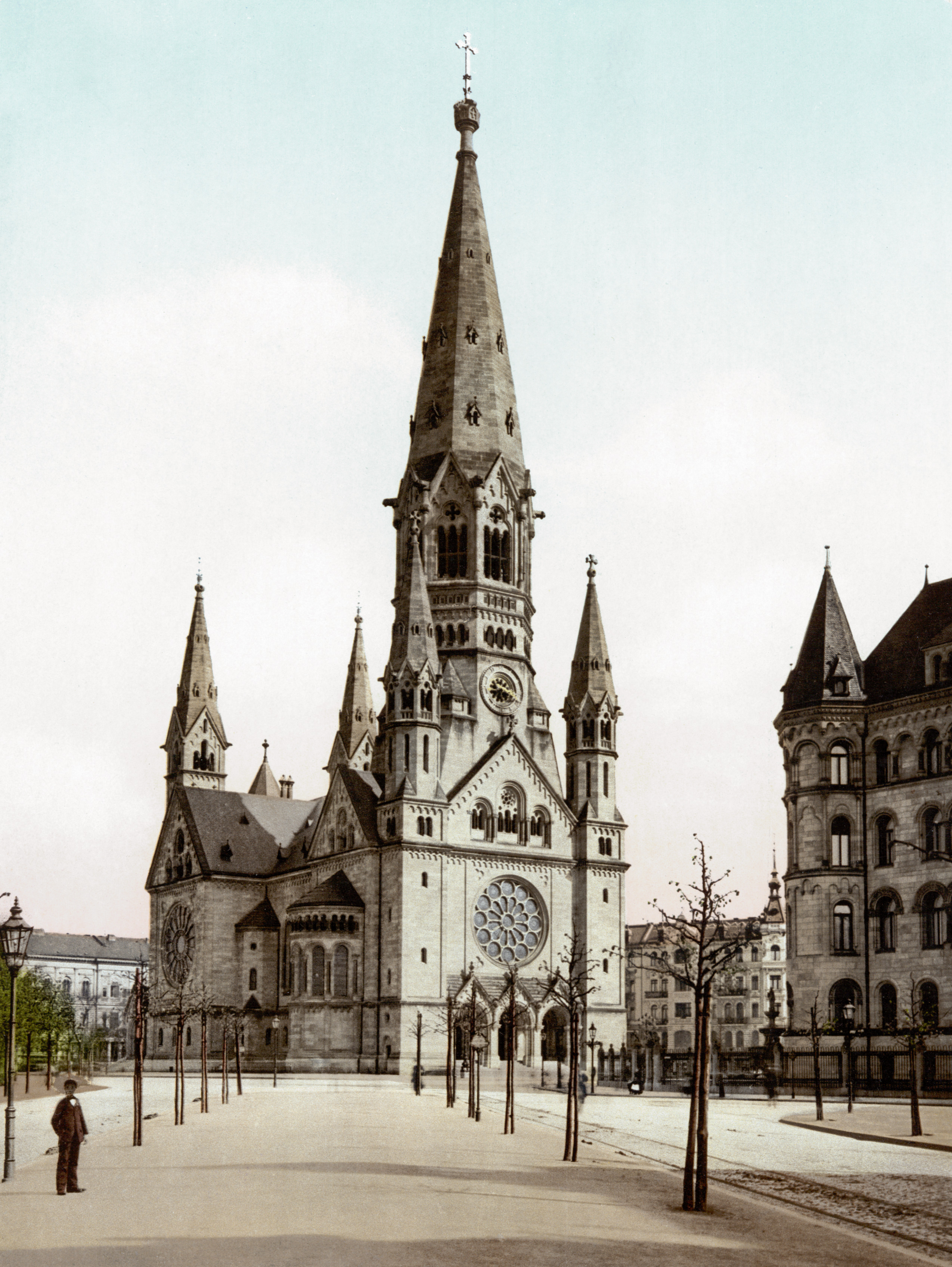
Église du Souvenir de Berlin
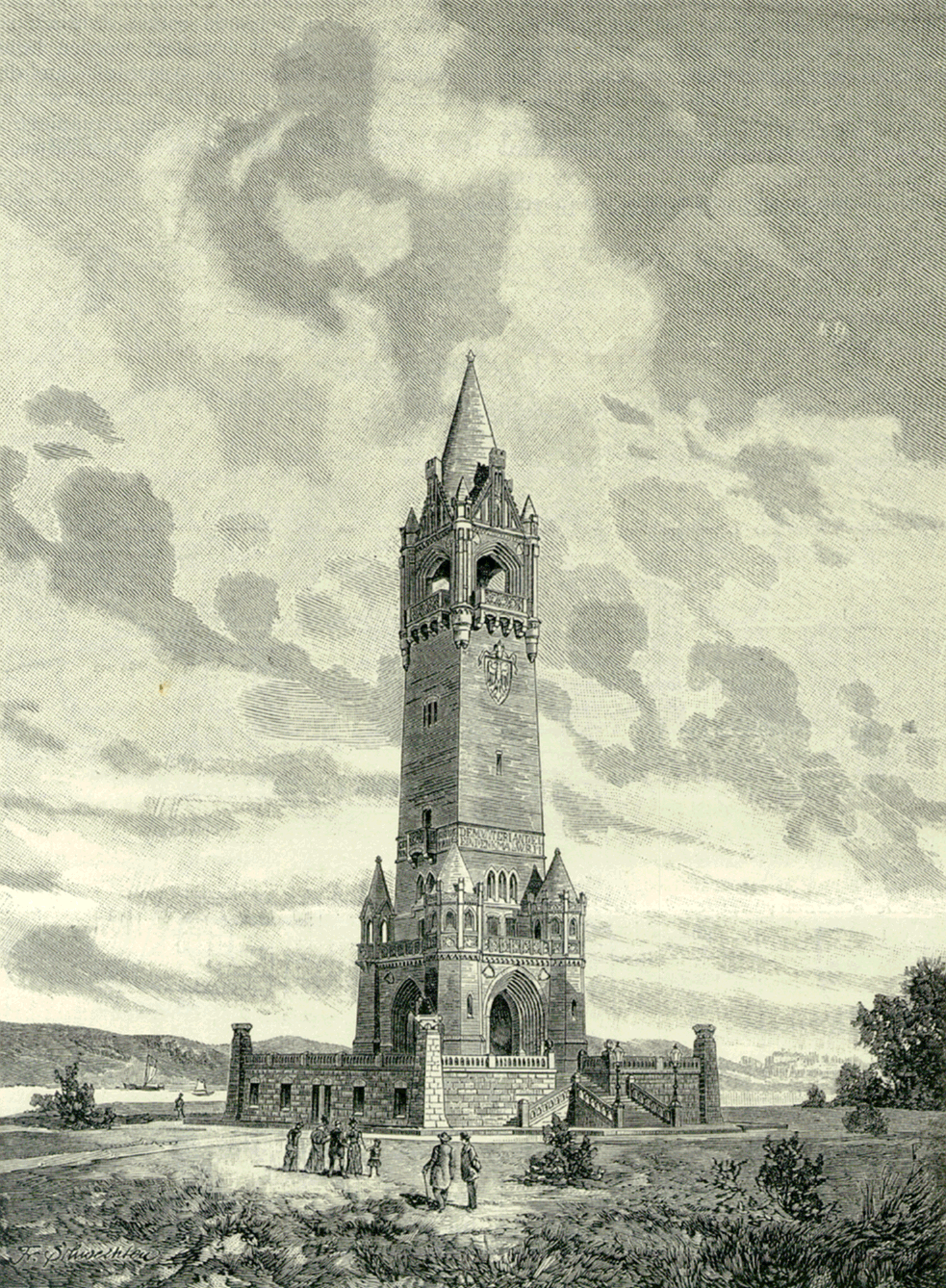
Tour de Grunewald
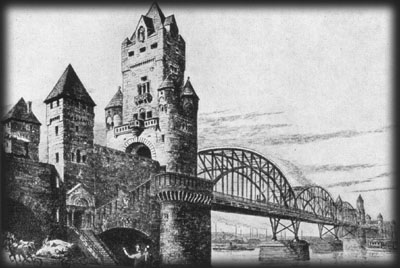
Pont ferroviaire Kaiserbrücke